# Verein zur Beförderung der deutschen Reinsprache
Der Verein zur Beförderung der deutschen Reinsprache wurde 1848 von Josef Dominik Karl Brugger in Heidelberg gegründet und nach dessen Tod 1865 aufgelöst.

## Vereinsgeschichte
Brugger widmete sich mindestens seit 1829 dem Sprachschutz. Ab Sommer 1847 hielt er zahlreiche Vorträge in einer Heidelberger Lesegesellschaft, was die Vereinsgründung einleitete. Unterstützt wurde der am 16. Mai 1848 erfolgte Aufruf zur Vereinsgründung von zahlreichen Angehörigen des Lehrkörpers der Ruprecht-Karls-Universität Heidelberg. Der Beitritt zum Verein stand allen Deutschen offen, Männern wie Frauen. Voraussetzung hierfür war lediglich die Unterstützung des Vereinszwecks „Förderung der deutschen Reinsprache durch Wort und Schrift, indem man deutsche Wörter statt der fremden, wo möglich, gebraucht.“ Die erste Hauptversammlung wurde am 21. August 1848 abgehalten. Begünstigt durch die Deutsche Revolution 1848/1849 wies der Verein im Brachmonat (Juni) 1848 schon über 200 Mitglieder in 40 Orten, Ende 1848 dann 477 Mitglieder in 72 Bezirken im gesamten deutschsprachigen Raum auf, darunter bekannte Persönlichkeiten wie Joseph von Hammer-Purgstall in Wien. Bis 1851 wuchs die Mitgliederzahl auf 1000 an, bis 1861 auf den höchsten Mitgliederstand von rund 2500.
Die Vereinsmitglieder beschäftigten sich entweder mit der Übersetzung von Fremdwörtern und Lehnwörtern oder mit der Propagierung und Verbreitung solcher Übersetzungen. Das eigentliche Ziel dieser Tätigkeiten war es jedoch, einen Beitrag zur Einheit Deutschlands zu leisten. Was die Bestrebungen der Vereinsmitglieder und Bruggers selbst betrifft, so war diesen kein Erfolg beschieden.
Ebenso erfolglos verlief auch die Publikation der zu Neujahr 1850 erstmals erschienenen Vereinszeitschrift Die deutsche Eiche. Erste Zeitschrift zur Förderung deutschen Sinnes, deutscher Gesittung und deutscher Reinsprache. Im ersten Jahr 1850 erschien Die deutsche Eiche zweimal wöchentlich, im folgenden Jahr alle zwei Monate. Die meisten Zeitschriftenbeiträge stammten von Brugger selbst. Zusätzlich zum Mitgliederbezug wurde Die deutsche Eiche auch in Gasthäusern und Lesegesellschaften ausgelegt und erfuhr so weite Verbreitung. Mit dem zweiten Jahrgang 1851 wurde die Vereinszeitschrift eingestellt.
Nach Bruggers Tod 1865 fand der Verein ein schnelles Ende. Zusammenfassend stellt Kirkness fest: „Nach einem begeisterten Anfang wurde praktisch nichts erreicht.“